# Selenops lindborgi
Espèce
Synonymes
- Selenops longipes Petrunkevitch, 1930

Selenops lindborgi est une espèce d'araignées aranéomorphes de la famille des Selenopidae.

## Distribution
Cette espèce est endémique des Antilles. Elle se rencontre aux Bahamas sur Great Inagua, en République dominicaine, à Porto Rico, aux îles Vierges et à Saint-Christophe-et-Niévès.

## Description

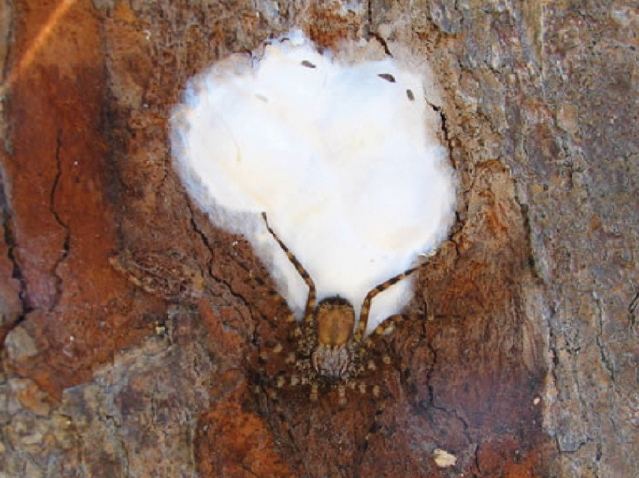
Selenops lindborgi

Le mâle décrit par Crews en 2011 mesure 6,50 mm et la femelle 7,75 mm.

## Publication originale
- Petrunkevitch, 1926 : Spiders from the Virgin Islands. Transactions of the Connecticut Academy of Arts and Sciences, vol. 28, p. 21-78.